# Manfred Wolf (hockey sur glace)
Pour les articles homonymes, voir Manfred Wolf et Wolf.
Temple de la renommée allemand :
Manfred Wolf (né le 26 mars 1957 à Aurora, Ontario) est un entraîneur et ancien joueur de hockey sur glace canado-allemand.

## Carrière
Arrivant du club des Tigers d'Aurora au Canada à l'été 1978, il arrive en Allemagne pour jouer avec le Mannheim ERC en Bundesliga. Il fait partie des premiers joueurs d'outre-Atlantique à adopter la nationalité allemande. Pour la saison 1985-1986, il s'engage avec les DEG Metro Stars puis revient à Mannheim pour la saison 1990-1991. Il quitte ce grand club et joue en Oberliga avec les Lions de Francfort qui montent en seconde division. Après avoir terminé sa carrière en 1995, il reprend à jouer en 1997 pour une année avec les Ratinger Ice Aliens, club qui vient d'être créé et évolue en ligue régionale.
Il remporte deux fois le championnat d'Allemagne : en 1980 avec Mannheim et en 1990 avec Düsseldorf.
Avec l'équipe d'Allemagne, il participe aux Jeux olympiques 1984 et 1988 ainsi qu'au championnat du monde de hockey sur glace en 1981, 1982, 1983, 1985 et 1987.
Il devient entraîneur et est sous contrat en Allemagne avec Francfort, Ratingen et l'ETC Crimmitschau. Aux Pays-Bas, il entraîne le Smoke Eaters Geleen et l'équipe nationale en tant qu'adjoint.
Durant la saison 2011-2012, il entraîne les hommes du ERV Chemnitz 07 mais rompt son contrat, car, en décembre, il signe pour gérer la construction de la nouvelle patinoire de Leipzig. Début janvier 2012, il est l'entraîneur des Blue Lions Leipzig.
À la télévision, il est commentateur du championnat allemand pour Eurosport Allemagne aux côtés d'Oliver Fassnacht.

## Source, notes et références
1. ↑  (en) « Manfred Wolf », sur hockeydb.com (consulté le 10 avril 2023).
2. ↑  (en) « Manfred Wolf », sur eurohockey.com (consulté le 10 avril 2023).
3. ↑  « Présentation du championnat des Pays-Bas de hockey sur glace 2002/03 », sur passionhockey.com (consulté le 10 avril 2023).
4. ↑  (en) « Manfred Wolf at eliteprospects.com », sur eliteprospects.com (consulté le 10 avril 2023).
5. ↑  « Trainer Mannix Wolf als Co–Kommentator bei EUROSPORT »(Archive.org • Wikiwix • Archive.is • Google • Que faire ?)

- (de) Cet article est partiellement ou en totalité issu de l’article de Wikipédia en allemand intitulé « Manfred Wolf (Eishockeyspieler) » (voir la liste des auteurs).